# Gradac, Brus
Gradac (izvirno srbsko Градац) je naselje v Srbiji, ki upravno spada pod Občino Brus; slednja pa je del Rasinskega upravnega okraja.

## Demografija
V naselju živi 105 polnoletnih prebivalcev, pri čemer je njihova povprečna starost 42,1 let (38,8 pri moških in 45,2 pri ženskah). Naselje ima 47 gospodinjstev, pri čemer je povprečno število članov na gospodinjstvo 2,85.
To naselje je popolnoma srbsko (glede na rezultate popisa iz leta 2002), a v času zadnjih treh popisov je opazno zmanjšanje števila prebivalcev.
|  |

| Demografija | Demografija     | Demografija     |
| Leto        | Št. prebivalcev | Št. prebivalcev |
| ----------- | --------------- | --------------- |
|             |                 |                 |
|             |                 |                 |
|             |                 |                 |
|             |                 |                 |
| 1948        | 154             |                 |
| 1953        | 173             |                 |
| 1961        | 185             |                 |
| 1971        | 155             |                 |
| 1981        | 167             |                 |
| 1991        | 143             | 138             |
| 2002        | 139             | 134             |
|             |                 |                 |

| Etnična sestava po popisu iz leta 2002 | Etnična sestava po popisu iz leta 2002 | Etnična sestava po popisu iz leta 2002 | Etnična sestava po popisu iz leta 2002 | Etnična sestava po popisu iz leta 2002 |
| -------------------------------------- | -------------------------------------- | -------------------------------------- | -------------------------------------- | -------------------------------------- |
| Srbi                                   | Srbi                                   |                                        | 134                                    | 100,0%                                 |
| Neznano                                | Neznano                                |                                        | 0                                      | 0,0%                                   |